# Arroyo de Salas
Arroyo de Salas es una localidad situada en la provincia de Burgos, comunidad autónoma de Castilla y León (España), comarca de Sierra de la Demanda, partido judicial de Salas, ayuntamiento de Salas de los Infantes.

## Geografía
Es una pedanía española, perteneciente al municipio de Salas de los Infantes, al sureste de la provincia de Burgos (comunidad autónoma de Castilla y León).
17 habitantes en 2009 empadronados.
- Datos: Q4796269